# Matilde d'Altavilla (contessa di Alife)
Matilde di Altavilla o di Sicilia (... – verso il 1135) fu una principessa siciliana di stirpe normanna.

## Biografia
Nata (prima del 1095) dall'ultimo matrimonio del primo Gran conte di Sicilia Ruggero I di Sicilia e da Adelaide del Vasto poi reggente della contea di Sicilia dal 1101 in nome del figlio minore Ruggero II di Sicilia.
Venne data in sposa al potente conte Rainulfo di Alife, signore di diverse contee e proprietario di vaste tenute che andavano da Benevento a Montecassino. Ruggero I diede come dote alla figlia terre assai rilevanti strategicamente: la Valle Caudina e altre terre non lontane da Benevento assai fertili e ricche. Si trattava di un territorio ottenuto dal Gran Conte Ruggero I poco prima di morire e su cui voleva assicurare il suo dominio stabile attraverso il matrimonio tra la figlia e il principale eventuale nemico che potesse rivendicarne il possesso: Rainulfo.
Dal matrimonio fra Matilde e Rainulfo nacquero:
- Roberto (?-?)
- Adelicia da Golisano (?-?)

I rapporti coniugali furono assai tesi, a causa del carattere violento degli intrighi e ambizioni di Rainulfo nello sfruttare il legame famigliare con gli Altavilla. Forte infatti di questo legame matrimoniale, Rainulfo arrivò a chiedere al successore di Ruggero I,  Ruggero II di Sicilia, fratello di Matilde, di poter ottenere altre investiture, richiesta che al momento il nuovo conte dovette esaudire per evitare ulteriori disordini interni.
Quando Ruggero II scese a Salerno per rivendicare la città di Avellino e il castello di Mercogliano, occupati dal cognato, Matilde da Alife decise di fuggire dal fratello e portare con sé suo figlio Roberto, approfittando dell'assenza del marito impegnato a Roma. Nel maggio 1131 Matilde si imbarcò col fratello e il loro seguito per la Sicilia. Il 7 giugno la contessa assistette alla posa della prima pietra del duomo di Cefalù. Presso la corte siciliana Matilde venne ricevuta con tutti gli onori e con grande affetto e, ormai al sicuro, chiese al marito la restituzione della dote.
Sulla fuga di Matilde alcuni cronisti dell'epoca riportarono il grande dolore di Rainulfo e una versione differente sull'allontanamento della moglie e del primogenito. Il conte inviò a Montefusco, ove si trovava il cognato, i propri ambasciatori per trattare la restituzione della moglie, del figlio e delle terre confiscategli ma senza successo.
In seguito, dopo la pacificazione tra marito e fratello, Matilde fece ritorno nel Mezzogiorno, da Rainulfo, a dimostrazione che l'allontanamento non fosse stato poi così volontario. Nel 1135 suo figlio Roberto, nominato cavaliere e ormai cresciuto, combatté al fianco del padre nella difesa di Napoli.

## Ascendenza
|                           |                 |                         | Genitori                 |  |  | Nonni |  |  | Bisnonni |  |  | Trisnonni |  |
|                           |                 |                         |                          |  |  |       |  |  | …        |  |  | …         |  |
|                           |                 |                         |                          |  |  |       |  |  | …        |  |  | …         |  |
|                           |                 | …                       |                          |  |  |       |  |  | …        |  |  |           |  |
| Tancredi d'Altavilla      |                 |                         |                          |  |  |       |  |  | …        |  |  |           |  |
|                           |                 | …                       | …                        |  |  |       |  |  |          |  |  |           |  |
|                           |                 | …                       | …                        |  |  |       |  |  |          |  |  |           |  |
|                           |                 | …                       | …                        |  |  |       |  |  |          |  |  |           |  |
| Ruggero I di Sicilia      |                 | …                       |                          |  |  |       |  |  |          |  |  |           |  |
|                           |                 | Riccardo I di Normandia | Guglielmo I di Normandia |  |  |       |  |  |          |  |  |           |  |
|                           |                 | Riccardo I di Normandia | Guglielmo I di Normandia |  |  |       |  |  |          |  |  |           |  |
|                           |                 | Riccardo I di Normandia | Sprota                   |  |  |       |  |  |          |  |  |           |  |
| Fresenda                  |                 | Riccardo I di Normandia |                          |  |  |       |  |  |          |  |  |           |  |
|                           |                 | …                       | …                        |  |  |       |  |  |          |  |  |           |  |
|                           |                 | …                       | …                        |  |  |       |  |  |          |  |  |           |  |
|                           |                 | …                       | …                        |  |  |       |  |  |          |  |  |           |  |
| Matilde d'Altavilla       |                 | …                       |                          |  |  |       |  |  |          |  |  |           |  |
|                           | Teuto di Savona | …                       |                          |  |  |       |  |  |          |  |  |           |  |
|                           | Teuto di Savona | …                       |                          |  |  |       |  |  |          |  |  |           |  |
|                           | Teuto di Savona | …                       |                          |  |  |       |  |  |          |  |  |           |  |
| Manfredo Incisa del Vasto | Teuto di Savona |                         |                          |  |  |       |  |  |          |  |  |           |  |
|                           |                 | Berta di Torino         | Olderico Manfredi II     |  |  |       |  |  |          |  |  |           |  |
|                           |                 | Berta di Torino         | Olderico Manfredi II     |  |  |       |  |  |          |  |  |           |  |
|                           |                 | Berta di Torino         | Berta di Milano          |  |  |       |  |  |          |  |  |           |  |
| Adelasia del Vasto        |                 | Berta di Torino         |                          |  |  |       |  |  |          |  |  |           |  |
|                           |                 | …                       | …                        |  |  |       |  |  |          |  |  |           |  |
|                           |                 | …                       | …                        |  |  |       |  |  |          |  |  |           |  |
|                           |                 | …                       | …                        |  |  |       |  |  |          |  |  |           |  |
| …                         |                 | …                       |                          |  |  |       |  |  |          |  |  |           |  |
|                           |                 | …                       | …                        |  |  |       |  |  |          |  |  |           |  |
|                           |                 | …                       | …                        |  |  |       |  |  |          |  |  |           |  |
|                           |                 | …                       | …                        |  |  |       |  |  |          |  |  |           |  |
|                           |                 | …                       |                          |  |  |       |  |  |          |  |  |           |  |

Alessandro di Telese dedicò la sua Ystoria, cronaca dell'epoca dedicata al governo di Ruggero II, a Matilde la quale era solita fare visita all'abbazia di Telese e di cui Alessandro era il confessore personale.